# 松井聖
松井聖（日语：／ Mazui Shyō，1995年5月29日—）是一名出身於日本愛知縣名古屋市的棒球選手，司職捕手，目前效力於日本職棒東京養樂多燕子。

## 個人情報

### 背號
- 022 （2021年－2023年）

## 外部連結
- 松井聖在日本職棒（英语）